# Jan Stanisław Malczewski
Jan Stanisław Malczewski (ur. 1948, zm. 10 maja 2018) – polski historyk, dr hab.

## Życiorys
Pochodził z miejscowości Teodorówka w gminie Dukla. W Dukli ukończył szkołę podstawową i średnią. Od najmłodszych lat nauki przejawiał zainteresowanie historią, która stała się jego pasją na całe życie.
W 1972 ukończył studia na Uniwersytecie Jagiellońskim. W 1982 uzyskał doktorat na podstawie rozprawy pt. Rozbudowa Przemyśla w okresie porozbiorowym 1772–1914, a 25 października 2007 habilitował się na podstawie dorobku naukowego oraz monografii pt. Miasta między Wisłoką a Sanem do początków XVI wieku. Pełnił również funkcję profesora nadzwyczajnego na Uniwersytecie Rzeszowskim i na Państwowej Wyższej Szkole Wschodnioeuropejskiej w Przemyślu. Zmarł 10 maja 2018.